# 东北军政大学
东北军政大学，是1946年至1949年东北解放区培养军政干部的学校。设总校及吉林（东满）、辽东（南满）、西满、北满、冀察热辽5所分校及第1、第2支队。

## 总校历史
1945年10月，抗大总校副校长何长工、政治部副主任徐文烈率领抗大总校直属队和一、三、四大队师生3000余人，代号“青年纵队”，分四个梯队，由绥德出发，1945年12月到达安东省梅河口山城镇。1946年2月10日抵达安东省（今吉林）通化，与东北炮兵学校及工兵大队合并组建东北民主联军军事政治大学（简称东北军政大学）。林彪兼任校长、彭真兼任政治委员（1946年6月林彪兼任校长和政治委员），何长工任副校长（后朱瑞、倪志亮），吴溉之任副政治委员，陈伯钧任教育长（后曾国华），徐文烈任政治部主任（后刘型）。 
1945年10月末抗日军政大学第一分校（也称山东军区教导第一团），从山东费县县城出发，进军东北，步行月余，从山东龙口登上渔船，在庄河登陆休整，与当地的苏联红军共同纪念十月革命胜利28周年。在安东沙河火车站乘火车到沈阳，步行过浑河大铁桥到苏家屯，行军到达抚顺。1945年12月行军到通化，列入抗大总校建制编为该校第3大队。
1946年4月东北军政大学迁长春，5月迁黑龙江北安东大营建校。1946年7月1日在北安东郊侵华日军旧军营举办开学典礼。开学后不久，总校调整了学员队的组织编织和直属机构，将原有的3个大队改编为3个支队，第一支队队长为胡登高，政治委员张驾伍，副支队长莫擎宇；第二支队队长贾力夫，政治委员黄华清，副支队队长李延贽；第三支队设在齐齐哈尔，支队长李敏，政治委员徐洪才，副支队长邸怀珍。原训练部改为训练处，下设军教科，政教科。
东北军政大学在北安开办了两期，第一期学习时间到1947年3月。总校第二期于1947年4月开学，为了适应当时形式需要，民主联军总部决定军政大学精简组织机构，调部分干部到军区和部队办学。据此学校决定，从第三支队调出大部分干部到第1纵队、第2纵队、第6纵队和松江军区，组建3个教导团和松江干校；调第二支队干部到齐齐哈尔，组建西满分校；第一支队留在总校与校直属队一起改编。在军政大学总校调整期间，调出少数干部参加组建工兵学校、坦克学校、航空学校和医科大学。总校改编以后的组织情况是：校部下辖3个学员大队、1个政治教导训练队、1个政治工作训练班、1个军教研究班，同时仍管辖东、南、西、北满分校。第二期学习至1947年12月结业。
军大总校一直延续着抗大学期序号：毕业的三期学生为第九、十、十一期。不算各种形式的培训班、教导队等，军大在东北期间培养学员3万人。设预科、本科和入伍生队。预科设普通班和军事班，修业时间4个月，期满升入本科；本科设军事系、政治系，修业期限8个月至1年；入伍生队修业期限4个月～6个月，期满升入预科。
1948年1月，东北军政大学迁至齐齐哈尔，撤销各分校“集中办学”。校长由林彪兼任，倪志亮任副校长，吴溉之任副政治委员，曾国华任教育长。总校宣传科长张金辉，总校文工团团长吴因。
1949年7月，东北军政大学的一、三、五团南下武汉，改称华中军政大学。1949年12月，又改为中南军政大学。后发展为汉口高级步兵学校。
1949年9月，东北军区以东北军政大学四团为基础，合并了辽东、辽西、热河3个省军区的教导大队及东北军区卫生部所属的第1、第3医院，组建了东北军区军政干部学校。伍修权兼任校长，周桓兼任政治委员，刘子仪任第一副校长，彭施鲁任第二副校长，朱士焕任副政治委员，吴殿甲任政治部主任。1950年改称中国人民解放军第5高级步兵学校。1951年1月改为中国人民解放军第27步兵学校，1953年改称第7步兵学校。1955年6月，划归沈阳军区代管，更名为齐齐哈尔步兵学校。学制为一年半，学员来自部队和青年学生。步校共有学员2，500名，编为5个大队。1959年4月15日，移驻锦州市，改名为中国人民解放军锦州步兵学校。1986年，在原锦州步兵学校基础上，组建了大连陆军学院。

## 北满分校
抗日军政大学总校第四大队于1946年离开总校，4月到达佳木斯，改称东北军大北满分校。1946年6月1日，学校在合江电影院举行第一期开学典礼，开始了军事训练和政治教育，学制大约6个月。7月下放给合江省，改称东北军政大学合江分校，校址在现今东风区松江乡红力村。东北民主联军后勤部部长兼政委钟赤兵兼任校长，合江省委书记张闻天兼任政委，王泮清任副校长兼教育长，叶明兼政治部主任。彭施鲁任副教育长。合江分校宣传科长严文祥，合江分校保卫科长唐纯一。
至1947年底，共办3期，培训基层干部2223名.1947年12月合江分校全部机构迁至齐齐哈尔，改编为东北军政大学第二团。

## 东北军大二支队
党总支书记牛正中

## 西满分校
前身是嫩江省军政干校。1945年11月，在嫩江省民主大同盟训练班基础上成立。校长王明贵（兼），副校长朱光，教育长张瑞麟，政治处主任张兢，教育处主任赵湘荃、张俊英。设政治队、军事队、女子队。王光伟、邵式平、兰庭辉等领导也给学员上课。1947年2月末学校结束。共培养八百余学员。
1947年5月1日，东北军政大学西满分校在齐齐哈尔成立并举行了第一期开学典礼。倪志亮任校长，李敏任副校长，张驾伍任政治委员。原址位于齐齐哈尔市建华区军校街86号院内 原址。1980年，市政府将福新东街与东盛二街合并称为军校街。

## 辽东分校
辽东军区军政干部学校位于安东市火车站西侧一座三层楼。滇军第184师海城起义后100余军官也调学，后来成为解放军改造各支起义部队的骨干。1946年12月，学校撤退至大连，改名关东公安总局警官学校。公安总局代局长边慎斋兼校长，张梓桢任副校长兼副政委，设教育科、训练处、教务处、总务科。教职工为185人。1947年7月，重回安东，学校改名东北军政大学辽东分校。1948年9月分校撤销，并入总校。校长莫文骅，政治部主任李桂林，副校长、政委张梓桢，副校长罗文，教育长朱子敬。

## 吉林分校
组成来源：
- 抗日军政大学总校第三大队在政治处主任涂锡道率领下，跟随总校，从瓦窑堡出发，于1946年春节到达海龙县山城镇。三大队奉命建立东北军政大学东满分校。涂锡道任校长兼书记，在桦甸县以三大队的20名教职员与80名学员，在吉林、长春招生一百多人，正式开课。1946年5月初由桦甸县迁至延吉北大营。
- 吉东军政大学：1946年1月6日正式组建，学制一年，设军事系和政治系。1946年3月20日招生考试。录取汉族120人，朝族380人。其中20名朝族女生。1946年4月1日开学典礼。校长周保中，副校长雍文涛、姜信泰。金龙洙任大队长，金裕任教导员。
- 桦甸军政学校：1946年1月14日由中共吉林特别支部朝鲜人分支部及“解放同盟”（后成为“吉林省民主联盟”的主要力量）和朝鲜义勇军第七支队携手筹办。校长朴训日（即朴勋一，第七支队支队长兼），副校长崔明（7支队政治处主任）、副校长梁焕俊(中共吉林朝鲜人分支部书记兼“解放同盟”负责人)，以吉林市暨永吉县朝鲜族青年组成的保安24团300余名为主，在吉林地区招生朝族青年400余人。编成军事队、政治队、警备连和女区队，学习年限为一年。1946年5月22日撤出桦甸，6月初转移至延吉。
- 朝阳川教导队：1946年2月9日，来到延边地区的朝鲜义勇军5支队，以太行山朝鲜革命军政学校干部班学员为基础，1946年1月16日在朝阳川创建，2月9日开学典礼。招收的是报考未能开学的延边大学的青年。1946年6月初，有朝族学员1300人编为7个中队、1个女学员队。大队长为朴松波，教导员为金世敏。
- 安东学生工作团：1946年11月由陈坚领导的安东联合中学暑期下乡工作团的一部分140名汉族学生，由指导员史雷带领，经朝鲜抵达龙井，也编入了东满分校第一大队。

1946年6月，吉东分省委和吉东军区根据东北局的指示，以东北军政大学东满分校为主，将吉东军政大学、朝阳川教导队、桦甸军政学校加以合编，仍称东北军政大学东满分校。调朱仕焕任政委。吉东军政大学与桦甸军政学校合并为东满分校二大队。朝阳川教导队编为分校三大队，大队长朴松波，教导员金世民。东满分校共计学员2600人，第一大队520人为汉族设6个中队，第二大队780人为朝族设6个中队，第三大队1300人朝族设7个中队。吉东军政大学的女区队与桦甸军政学校的女区队，同东满分校的女学员队合并后，隶属于一大队。全校学员共有2700余人，其中朝鲜族学员2130余人，占学员总数的78.8%。

1946年6月11日向汪清县罗子沟进发，为便于行军作战，分校称东北民主联军“独立旅”，涂锡道为司令员，改大队、中队、区队为营、连、排。7月1日举办开学典礼。江学彬任政治部主任，苏虹任政治部副主任，鲁赤诚任副教育长，后来曹志学、余能胜任教育长，供给部长国柱、政委高得年，组织科长谢奇，宣传科长金革，保卫科长张得金，政教科长刘海波，第一大队大队长周力、陈策、姚树林，第二大队大队长金龙洙、副政委金裕，第三大队大队长朴松波、政委丁易、副大队长熊之简、副政委金世敏。此间，二大队的一、二、三队，三大队的三队调归北朝鲜。把二大队的四队调归三大队。1946年8月16日迁驻延吉市北大营。9月18日搬到迁龙井县城原恩真中学校舍。涂锡道校长向周保中、陈正人、张启龙等吉林省、省军区领导人汇报了分校的工作情况，提出了办校方针和教学意见。吉林省委召集省政府副主席袁任远、省军区副司令员陈奇函、副政委唐天际、政治部主任覃辅仁，省委秘书长白栋才、省军区参谋长、延边地委书记孔原等党政军领导人研讨，作出下列决定：

（一）根据吉东地区工作需要和战局发展的客观要求，招收社会知识青年，加紧培养一批新干部，以适应部队和地方需要。
（二）对学员深入进行政治教育和军事教育。政治教育，着重进行统一战线、土地改革、民族政策、拥政爱民和艰苦奋斗的传统教育；军事教育，着重讲人民战争，以乡村包围城市，最后夺取城市的战略思想和打运动战，集中优势兵力，各个歼灭敌人的战略，战术，并进行军事技术训练。
（三）学期为半年，立即正式开学。
（四）目前应以培养朝鲜族军政干部为主，以后设法多招收些汉族学员。
（五）分校事需要的口粮，由省政府保证供给。不过延边粮食困堆；分校派得力干部，带领学生队伍，配合部队和地方政府进行护粮、夺粮斗争，以筹集足够的粮食。

（六）确定分校的组织编制，补充了不少领导干部。保留原3个学员大队，校部设校务，训练、供给3个处，新成立文工队。
改组后的校领导班子：
- 校长周保中兼
- 政委陈正人兼
- 任副校长兼党委书记涂锡道
- 副政委朱士焕
- 教育长余能胜/王云舞/曹广学
- 副教育长鲁赤诚
- 政治部主任江学彬/吴殿甲
- 政治部副主任苏虹
- 校务处长符岱寿
- 训练处长赵文烈
- 供给处长高得年
- 组织科长谢奇
- 保卫科长张德全
- 军教科长王福林
- 政教科长刘海波
- 宣传科副科长余占云
- 文工队指导员刘茂侦/后董多园
- 各大队领导：朴松波、丁以、丁民树、金世敏、金龙洙、金裕等人，仍任各大队长或政治委员。军区还调陈策、周黎、樊明车等人，充实了大队领导班子。

1946年10月18日开始了第一期的本科学习，并改称东北军政大学吉林分校。学制一年，其中预科四个月，本科八个月，设军事系、政治系。1947年5月5日一期毕业典礼。第二期从1946年7月到1947年7月，四个中队480人，为吉林省各地的知识青年，其中一、二中队汉族240人。三期为1947年8月至1948年2月，为部队的基层干部，一、三队为汉族各120人，二队为朝族100人。第四期为1948年3月至8月，以政治学习为主，为部队的基层干部，一、三队为汉族各120人，二队为朝族100人。
1947年4月接管龙井医科大学，改称吉林分校附属医学院，学制8个月，学员300人为朝族。
1948年6月中旬，吉林分校迁吉林市。1946年8月迁齐齐哈尔并入总校。

## 冀察热辽分校
1947年春在土城镇成立冀察热辽军区军政学校，培养连排干部。校长陈奇涵（军区副司令兼），教育长覃国翰，副教育长张苏，政治部主任李孔亮，一期学员设有1个政治队、1个骑兵队、2个步兵军事队，学制3至4个月。1947年6月迁至赤峰市。第一期1947年7月23日毕业。随后迁至平庄招收二期学员4个队，1947年底毕业。冀察热辽分局根据中央、东北局指示，决定大量培养基层干部满足攻势作战需要，调喻楚杰任副校长，赵复兴任教育长，曹诚任副教育长，李孔亮任政治部主任，王克然任校部协理，江峰任政治部副主任，从部队调大批营团干部和个别师干部充实机关、大队、队干；三期设有三个大队，第一大队设有1个工兵队、1个政治队、4个军事队；第二大队设有5个军事队；第三大队设有2个政治队，2个参谋训练队，共15个队2000余人。学生主要来源野战部队，少量来自机关与地方部队，工兵队与参谋训练队来自冀东解放区招收的青年学生与地方干部。军事队、政治队学制6个月，工兵队、参谋训练队学制8个月。1948年2月1日改称东北军政大学冀察热辽分校。1948年3月初，第三期开学。教学同时，当年春季热河旱情严重，节粮支援救济灾民，开展农业生产减轻解放区经济负担，并派出学员兵力在驻地附近鼠疫疫区控制出入。1948年8月政治队、军事队三期毕业。1948年9月四期入学，以野战部队优秀班长与连排干部为主。1948年春，冀察热辽军大分校成立，军大到1948年10月，军大分校共培训干部5期，培训学员3000多人，为华北、东北军区和地方政府培训了大批干部。
1948年12月26日离开平庄进关，经平泉、喜峰口，1月2日到玉田、丰润。1月20日在杨村接收天津战役国民俘虏军官及家属9874人，至3月3日俘虏军官处理完毕，其中释放8652人，准备留用852人，留训201人，留用分配技术人员106人，逃亡48人，死亡8人。四期学员全部回原部队；三期工兵队100余人、参谋训练队330人分配到野战部队。1949年3月，冀察热辽分校改为第四野战军南下工作团第二分团，分团长赵复兴，政委李孔亮，副团长曹诚，副政委兼教务处长江峰，教务处长宋昕、卓明，总务处长彭泰元，总务处政委王健，在天津招收青年学生2000多人编为第1、第2、第3大队，各辖4个中队。1949年6月组建第4、第5大队接收华北大学1500名学生。7月下旬开始乘火车南下，8月1日陆续到汉口。8月中旬陆续开始分配到部队，少数分到地方。8月22日，中南军政大学副校长吴溉之传达二分团调广州改为军大分校，随叶剑英进军广东。1949年10月9日正式把二分团机构改为中南军政大学广东分校（广东军政大学）。